# Heterologna desenzitizacija
Heterologous desensitisation je pojava umanjenog responsa na širok spektar agonista, nakon stimulacije jednim agonistom tokom dužeg perioda.